# Leslie Bovee
Leslie Bovee, auch Lesllie Bovee und Leslie Bovée (* 1. Mai 1949 in Bend, Oregon, USA, eigentlich Leslie Wahner) ist eine ehemalige US-amerikanische Pornodarstellerin.

## Leben
Nach Abschluss der Schulausbildung arbeitete Bovee einige Zeit als Stewardess.
Ihre Arbeit in der Pornoindustrie begann 1975 mit dem Low-Budget-Film Carnal Haven des Regisseurs Carlos Tobalina. Sie spielt dabei mit John Leslie gemeinsam ein Paar, das sexuell unzufrieden ist und dem durch ein Seminar zu einem glücklicheren Leben durch bessere Sexualtechniken verholfen wird.
Am 8. August 1978 wurde sie während einer Werbeveranstaltung für ihren Film SexWorld im Lichtspielhaus The Village in Houston wegen „unanständigen und unmoralischen Tanzens“ festgenommen. Eben jener Film, in dem unter anderem auch John Leslie und Annette Haven mitspielten, wurde 1978 in die Hall of Fame der XRCO aufgenommen.
Ihr Film Little Blue Box startete 1980 als Ein heißer Eislutscher in der Bundesrepublik Deutschland. Er erschien später im Videoverleih in einer um die expliziten Szenen gekürzten, als Sexkömodie beworbenen Fassung.
Als ab Januar 1980 die Zeitschrift CINEMA-X erschien (nach 16 Ausgaben ersetzt durch Adult Cinema Review), enthielt Ausgabe 2 (Februar 1980) ein Porträt über Leslie Bovee und die folgenden Ausgaben bis zum Dezember 1980 beinhalteten jeweils eine Rubrik mit Briefen an sie („Letters to Leslie“).
Ebenfalls 1980 trat sie im Film Love You gemeinsam mit Eric Edwards und Annette Haven auf. Regie führte John Derek mit seiner Frau Bo Derek als Produzentin. Der Film war stark angelehnt an Mainstream-Filme mit Dialogen und verschiedenen Film-Schauplätzen. Auch die Rolle von Bovee ging über die sexuellen Darstellungen hinaus und zeigte, dass sie „die Fähigkeiten besaß, auch als Schauspielerin ernst genommen zu werden.“
Insgesamt spielte sie von 1975 bis 1986 in über 30 Hardcorefilmen mit. Sie ist Mitglied der AVN Hall of Fame und der XRCO Hall of Fame.
Sie entschloss sich Anfang der 1980er Jahre, aus der Pornofilm-Industrie auszusteigen. Laut eigenen Aussagen hatte sie ihre Karriere hauptsächlich begonnen, weil sie ihr normales Leben langweilig fand. Sie sah es als Einstieg in das Schauspielgeschäft und einen einfachen Weg zum Ruhm an. Im Nachhinein bedauere sie, nicht in qualitativ hochwertigen Filmen mitgespielt zu haben.

## Filmographie
- 1975: Carnal Haven
- 1976: Easy Alice
- 1976: Baby Rosemary (Regie: John Hayes aka Howard Perkins)
- 1977: Eruption
- 1978: SexWorld
- 1978: Take Off
- 1984: Love You